# Adelphomyia flavella
Adelphomyia flavella (лат.) — вид двукрылых из семейства болотниц.

## Описание
Комары коричневато-жёлтой окраски длиной от 4,2 до 7,9 мм. Самки крупнее самцов. Голова коричневато-серовато-жёлтая или бледно-серая. Передняя часть головы и области по краю глаз в опушены. Глаза широко расставлены у обоих полов, расстояние между ними у основания усиков превышает длину двух первых члеников усиков вместе взятых. Усики жёлтые, мутовчатые, если они отогнуты назад, достигают основания крыльев. Мутовки волосков на усиках коричневатые, самые длинные мутовки примерно такой же длины, как соответствующие сегменты. Рострум бледно-коричневый, щупики темно-коричневые, ротовые части бледно-коричневые. Шейные склериты груди желтые. Переднеспинка сверху бледно-коричневая, сбоку жёлтая, сверху покрыта длинными, редкими, вертикальными жёлтыми щетинками. Среднеспинка однородно коричневато-жёлтая, без полос, с редким серым напылением. Крылья полупрозрачные, бледно-желтый, без более темных участков. Птеростигма нечетко выраженная, коричневатая. Жужжальца светлые, головка их слегка затемненная. Тазики и вертлуги ног желтые или бледно-жёлтые. Бёдра и голени жёлтые, голени слегка затемнённые на вершине. Базальный членик лапки бледно-коричневый, остальные членики темно-коричневые. Тергиты брюшка коричневато-желтые, стерниты — желтые.

## Экология
Встречаются по берегам горных рек, покрытым древесно-кустарниковой растительностью. Летают с конца апреля до конца июля.

## Распространение
Вид был описан с острова Хонсю (Япония). Затем был отмечен также на Корейском полуострове.